# Nueva Zelanda en los Juegos Paralímpicos de Río de Janeiro 2016
Nueva Zelanda estuvo representada en los Juegos Paralímpicos de Río de Janeiro 2016 por un total de 29 deportistas, 17 hombres y 12 mujeres.

## Medallistas
El equipo paralímpico neozelandés obtuvo las siguientes medallas:
| Nombre          | Deporte           | Evento                            |
| --------------- | ----------------- | --------------------------------- |
| Oro             |                   |                                   |
| Anna Grimaldi   | Atletismo         | Salto de longitud T47 femenino    |
| Liam Malone     | Atletismo         | 200 m T44 masculino               |
| Liam Malone     | Atletismo         | 400 m T44 masculino               |
| Sophie Pascoe   | Natación          | 100 m espalda S10 femenino        |
| Sophie Pascoe   | Natación          | 100 m mariposa S10 femenino       |
| Sophie Pascoe   | Natación          | 200 m estilos SM10 femenino       |
| Mary Fisher     | Natación          | 100 m espalda S11 femenino        |
| Nikita Howarth  | Natación          | 200 m estilos SM7 femenino        |
| Cameron Leslie  | Natación          | 150 m estilos SM4 masculino       |
| Plata           |                   |                                   |
| Holly Robinson  | Atletismo         | Jabalina F46 femenino             |
| Liam Malone     | Atletismo         | 100 m T44 masculino               |
| Emma Foy        | Ciclismo en pista | Persecución individual B femenino |
| Sophie Pascoe   | Natación          | 50 m libre S10 femenino           |
| Sophie Pascoe   | Natación          | 100 m libre S10 femenino          |
| Bronce          |                   |                                   |
| Jess Hamill     | Atletismo         | Peso F34 femenino                 |
| William Stedman | Atletismo         | 400 m T36 masculino               |
| William Stedman | Atletismo         | 800 m T36 masculino               |
| Rory McSweeney  | Atletismo         | Jabalina F44 masculino            |
| Emma Foy        | Ciclismo en ruta  | Ruta B femenino                   |
| Nikita Howarth  | Natación          | 50 m mariposa S7 femenino         |
| Rebecca Dubber  | Natación          | 100 m espalda S7 femenino         |